# Eddy Silvestre Pascual Israfilov
Eddy Pascual, azerbajdžanski nogometaš, * 2. avgust 1992, Roquetas de Mar, Španija.
V Španiji rojeni vezist je po očetu Afričan iz dežele Togo, po materi pa iz azijske dežele Azerbajdžan.